# Стив Гутенберг
Стивен Роберт Гутенберг (енгл. Steven Robert Guttenberg; рођен 24. августа 1958, Бруклин, Њујорк), амерички је позоришни, филмски и ТВ глумац, продуцент, сценариста и редитељ.
Прву озбиљнију улогу одиграо је у филму Момци из Бразила (1978). Постао је познат 1980-их након низа водећих улога у холивудским филмовима укључујући Чаура (1985), Три мушкарца и беба (1987), серијалу филмова Полицијска академија (1984) и Кратки спој (1986).